# ×Hainardiopholis pauneroi
Hainardiopholis pauneroi là một loài thực vật có hoa trong họ Hòa thảo. Loài này được Castrov. mô tả khoa học đầu tiên năm 1980.